# 압궤증후군
크러시 증후군(Crush syndrome, traumatic rhabdomyolysis, Bywaters' syndrome)은 골격근에 대한 압궤 손상이 있은 뒤에 중증 쇼크 및 신부전의 특징이 있는 질병이다. 압궤 증후군, 압좌 증후군, 압박 증후군으로도 부른다.

## 병리생리학
일본의 의사 미나미 세이고는 1923년 크러시 증후군을 처음 보고하였다. 그는 제1차 세계 대전에서 신장 불충분으로 사망한 3명의 병사들의 병적 측면을 연구하였다.
이 증후군은 나중에 1941년 런던 대공습 기간 중 환자들을 대상으로 영국의 의사 에릭 바이워터스에 의해 기술되었다.